# Detonautas
Detonautas (anteriormente conhecida como Detonautas Roque Clube) é uma banda brasileira de rock alternativo formada em 1997 na cidade do Rio de Janeiro. A banda já abriu shows de diversas bandas internacionais, entre elas: Spy vs Spy, Silverchair e Red Hot Chilli Peppers. 
Fez duas turnês pelo Japão (2006 - 2010)Estados Unidos (2004) e Europa (2024), também já se apresentou nos maiores festivais de música no Brasil, entre eles: Rock in Rio (2011, 2013, 2019 e 2024), Lollapalooza (2022) e The Town (2023), ao lado de bandas como Evanescence, System of a Down, Guns N' Roses, Marky Ramone, The Offspring, Whitesnake, LP, The Wombats e The Strokes.
A discografia da banda compreende oito álbuns de estúdio, três álbuns ao vivo, quatro DVDs, quatro coletâneas e três EPs. A partir do Álbum Laranja, lançado em 2021, a banda decidiu abreviar seu nome, passando a se chamar apenas Detonautas.

## História

### 1997–2001: Formação
A história do Detonautas Roque Clube se mistura com a popularização da internet no Brasil. Em 1997, os jovens Luis Guilherme e Eduardo Simão se encontraram em uma das inúmeras salas do Bate-Papo do UOL do precário início da internet discada no Brasil. E a simples pergunta de Luis ("Alguém aí toca algum instrumento?"), respondida em seguida por Eduardo, foi a semente para a transformação total da vida de ambos – Tico Santa Cruz (Luis Guilherme) morava em Copacabana, no Rio de Janeiro, e o mineiro Tchello (Eduardo Simão) administrava uma pousada em Ilhéus, na Bahia –, e esse bate papo foi a senha para a formação da banda que ficou conhecida sob o nome de Detonautas Roque Clube.
Após o encontro dos dois precursores no Rio de Janeiro, a banda passou por várias formações, e o fato de como a banda foi formada repercutiu no seu nome: Detonautas = detonadores + internautas. Neste mesmo ano, Renato Rocha entrou na formação com a intenção de tocar teclado, mas logo migrou para a guitarra. O início pela internet virou notícia e no mesmo ano o Detonautas começou a se apresentar. Em 1999, o guitarrista Rodrigo Netto entrou para a banda, em 2000 o baterista Fábio Brasil, e em 2001 o DJ Cléston, e os Detonautas chegaram à sua escalação clássica.
Os próprios integrantes bancaram todos os custos da gravação do CD demo. Finalmente eles começaram a colher o que semearam ao serem reconhecidos pelo público como banda revelação no festival MADA, em Natal, produzido em 2001. No final deste mesmo ano, tocaram pela primeira vez no ATL Hall e gravaram o CD Silver Tape. Eles foram indicados por um amigo de Renato, Marcos Kilzer, para o cast da Top Tape, uma gravadora independente.
Um ano depois, assinaram um contrato com uma das maiores gravadoras do mundo, a Warner Music, e gravaram o álbum Detonautas Roque Clube.

### 2002–03:Detonautas Roque Clubee reconhecimento
Em 2002, o Detonautas Roque Clube lançou seu primeiro álbum, o homônimo Detonautas Roque Clube, com canções de destaque como a polêmica "Ladrão de Gravata", "Ei Peraê!!!", "Que Diferença Faz", "O Bem e o Mal", e embalando com os três Hits "Outro Lugar", "Quando O Sol Se For" e "Olhos Certos". Estas três músicas foram um grande sucesso nacional.
Ainda em 2002, sabendo da turnê da banda Red Hot Chili Peppers no Brasil, eles insistiram em abrir o show, porém foram podados pela gravadora, que achava inviável. Decidiram então enviar um CD para a produtora da banda californiana, e em quatro semanas receberam a resposta de que o grupo gostou das músicas e que queriam os Detonautas na abertura dos shows. Lá no palco, estava um grupo desconhecido pelos brasileiros, mas que não foi vaiado em nenhuma das músicas que tocou em meia hora de apresentação para 10 mil pessoas no Rio e 50 mil em São Paulo. A música "Outro lugar" tornou-se uma das mais tocadas no Brasil.
Em 2003, os Detonautas venceram o premio VMB de banda revelação, e ainda naquele ano abriram três shows da banda australiana Silverchair.[3]

### 2004–05:Roque Marciano
Em 2004, foi lançado seu segundo álbum de estúdio, Roque Marciano, que rendeu o primeiro disco de ouro da banda. Desta vez, a banda emplacou quatro hits, "O Amanhã", "O Dia Que Não Terminou", "Tênis Roque" e "Só Por Hoje", destaque também para as canções "Mercador Das Almas", "Nada Vai Mudar" e “Silêncio”.
No dia 6 de novembro do mesmo ano, na Usina Royal, em Campinas, o Detonautas Roque Clube fez a gravação do seu primeiro DVD, também intitulado Roque Marciano, que inclui duas músicas inéditas: "Diz Quanto é Então" e "D Maior" (esta conta a com participação do grupo paulistano de hip hop DMN).
Em 2005, gravaram em parceria com Gabriel, o Pensador a canção "Sorria" para o álbum Cavaleiro Andante, do rapper.
Com esse disco, a banda fez sua primeira tour internacional, nos Estados Unidos, passando pelas cidades: Pompano Beach, Atlanta e Boston. 

### 2006–07:Psicodeliamorsexo&distorção
Em 2006, a banda lançou seu terceiro álbum de estúdio, Psicodeliamorsexo&distorção, marcado por um som mais pesado, denso, sombrio, e ao mesmo tempo, psicodélico, além de uma forte presença da voz, utilizando influências do post-grunge, e do hard rock. O disco proporcionou à banda suas turnês nacionais com recorde de público e turnês internacionais, com destaque para canções como "Não Reclame Mais", "Apague a Luz", "Assim Que Tem Que Ser" e "Insone" (música com mais de 18 minutos de duração), mas o grande sucesso foi a balada "Você Me Faz Tão Bem". O CD ainda contém a faixa bônus "The Wrong Life In The Right Way", cantada em espanhol por Tico Santa Cruz, que também fez parte do documentário Hijos de La Guerra, da diretora brasileira Samantha Belmont. No entanto, a faixa mais marcante é a delicada "Tudo Que Eu Falei Dormindo", composta e cantada por Rodrigo Netto, que, em 4 de junho de 2006, aos 29 anos, morreu em um assalto.
Quem assina a produção do disco é o exótico Edu K, que já produziu discos de bandas como Pavilhão 9, Cachorro Grande, Mundo Livre S/A, Comunidade Nin-Jitsu e DeFalla. Com esse disco, a banda fez sua segunda tour internacional, dessa vez no Japão.

#### Morte de Rodrigo Netto

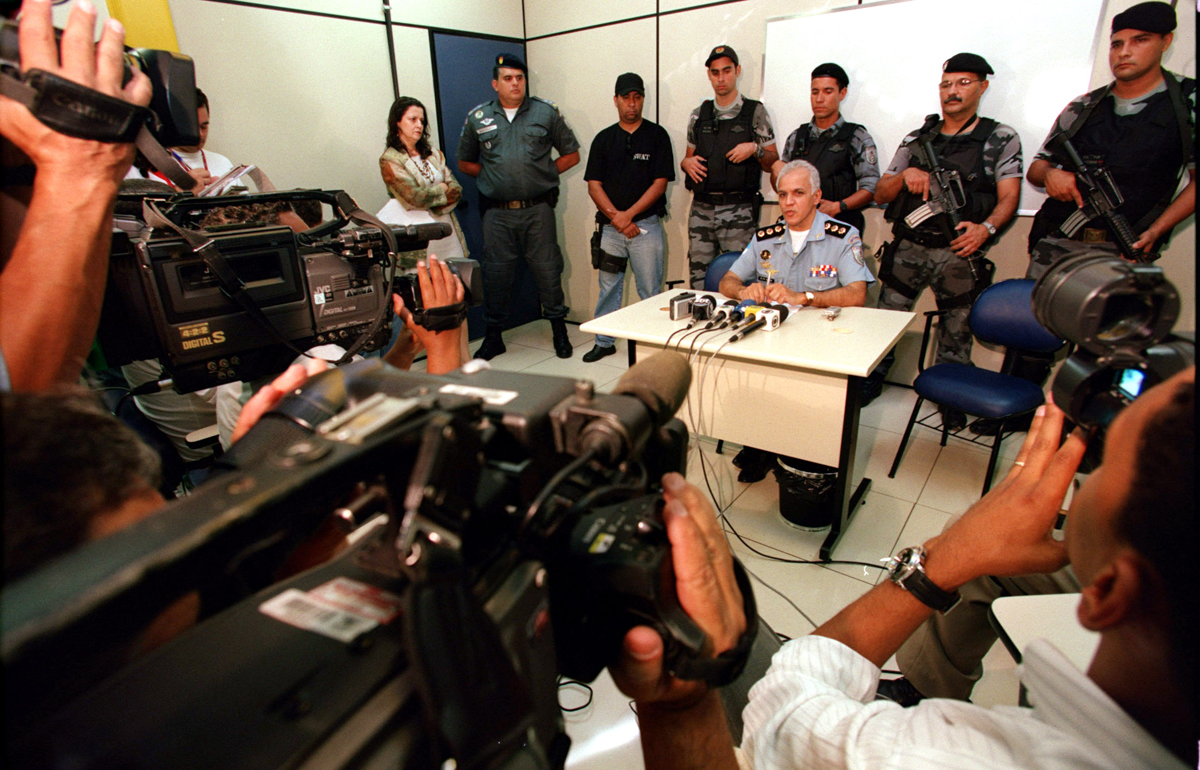
Menor suspeito de participar do assassinato de Rodrigo Netto, do grupo Detonautas, é preso e levado para Delegacia de Proteção a Crianças e a Adolescente (DPCA), no Centro do Rio

Uma tragédia marcou a trajetória da banda em 4 de junho de 2006. Aos 29 anos de idade, o guitarrista Rodrigo Netto foi assassinado ao passar com seu carro numa importante avenida da Zona Norte do Rio de Janeiro. Os assaltantes queriam o carro, mesmo sem ter reagido, Rodrigo levou um tiro na axila que atingiu seu coração. Rodrigo morreu na hora. Além dele, no carro estavam sua avó e seu irmão Rafael da Silva Netto, que também foi atingido por dois tiros, sem gravidade. Segundo investigações da Polícia Militar, a ordem para o roubo do veículo partiu de traficantes de um morro próximo. Entre os assaltantes, estava um menor de idade, suposto autor dos disparos contra o carro.
Os integrantes tentam superar a dor da perda lembrando dos momentos bons e registrando isso em seus corpos, Tchello, o baixista da banda, tatuou em suas costas uma imagem do rosto de Rodrigo como uma forma de homenagear o amigo, e Tico Santa Cruz tatuou na costela a assinatura do amigo. A morte abalou profundamente os integrantes da banda, fãs e o meio social. Foi um momento difícil em que os Detonautas se afastaram do palco e da mídia. Tico Santa Cruz passou por problemas que quase o fizeram sair da banda e acabar seu casamento. Ele relata esse momento como "época perturbada", em que ele perdeu o sentido de viver. A banda passou por uma transformação ideológica e mais do que nunca se envolveu na política e em questões sociais. Para o lugar deixado por Rodrigo Netto, o guitarrista Philippe, que já vinha trabalhando com a banda desde o final de dezembro de 2005, passou a fazer a guitarra base no backstage do palco. Em 2007, começou a estar presente junto à banda como músico contratado. E em novembro de 2008, após um show, recebeu o convite para fazer parte da banda.

### 2008:O Retorno de Saturno
Dois anos após a morte do guitarrista Rodrigo Netto, a banda entrou em atrito com a então gravadora Warner Music Brasil. Após várias brigas, a gota d'água foi quando Tico Santa Cruz se recusou a lançar um álbum acústico, o que gerou uma rescisão de contrato. Pouco tempo depois, os Detonautas assinaram com a  Sony Music. No mesmo ano, eles entraram novamente em estúdio para gravarem o seu quarto disco, O Retorno de Saturno. Ao contrário do disco anterior, este contém uma influência mais leve e voltada ao pop rock. Melodioso, emotivo e recheado de canções confessionais como a faixa-título “O Retorno de Saturno” e “Só Pelo Bem-Querer”, o álbum traz músicas com um tema em comum, o amor. Desde o amor saudoso pelo seu amigo Rodrigo Netto (guitarrista e um dos principais compositores do Detonautas, assassinado em 2006), como na canção “Verdades do Mundo” e “Lógica” (inspirada nos sonhos que tinha com o amigo), até um “mantra” que evoca a paz em “Oração do Horizonte”. Destaque também para as canções "Nada é Sempre Igual" e "Ensaio Sobre a Cegueira", essa última Tico Santa Cruz, politizado e apreciador de literatura, faz menção a José Saramago.
O Retono de Saturno é o primeiro disco que Tico Santa Cruz assina todas as autorias das músicas, se mostra maduro e preocupado com os rumos da humanidade, resultando num álbum que difere pela autenticidade e qualidade do cenário pop rock nacional. O álbum recebeu indicação ao Grammy Latino do mesmo ano na categoria Melhor Disco de Rock Brasileiro.

### 2009:Detonautas Roque Clube Acústico
Em 2009, a banda lançou seu segundo DVD, Detonautas Roque Clube Acústico. A gravação aconteceu no Polo de Cine e Vídeo, no Rio de Janeiro. O repertório traz alguns hits da banda, além de duas músicas inéditas, “Só Nós 2” e “O Inferno São os Outros”, estas duas canções se tornaram grande sucesso nas rádios. O DVD também contém os covers "Até Quando Esperar", da banda Plebe Rude, e "Mais Uma Vez", de Renato Russo.
O lançamento desse disco fecha um ciclo da banda com grandes gravadoras. Hoje, esse material em DVD se tornou uma das relíquias para os fãs da banda, pois todas as tiragens foram esgotadas.
Ainda no ano de 2009, a banda foi convidada pelo selo Discobertas para a gravação do disco Beatles '69 - Vol. 3: Abbey Road Revisited, trilogia de revisitações ao repertório dos Beatles de 1969, celebrando os 40 anos da última safra de canções dos fab four. Produzido por Marcelo Fróes, o disco traz gravações exclusivas em inglês, incluindo um dueto póstumo entre Milton Nascimento e Elis Regina.

### 2010–12: Turnê no Japão, EP eRock In Rio IV
Nos dias 4 e 5 de setembro de 2010, os Detonautas embarcaram para o Japão, onde realizaram dois shows, o primeiro uma apresentação na casa noturna Young Adult, em Hamamatsu, Shizuoka, e o segundo em Toyohashi, para um público de 30 mil pessoas. Essa foi a segunda vez que a banda esteve na Ásia Oriental em turnê.
No dia 19 de julho de 2011, os Detonautas lançaram em seu website oficial o primeiro single do novo álbum da banda, chamado "Combate", liberado para download. A música acabou virando a trilha sonora oficial do canal de lutas de artes marciais Combate. E virou uma espécie de hino de revoluções mundiais, com o seu clipe que mostra conflitos pela democracia ao redor do mundo. Ela já é conhecida em outros países devido a isso.
No dia 8 de agosto, os Detonautas lançaram em seu site oficial o segundo single do novo álbum da banda, chamado "Um Cara de Sorte", liberado para download, e chegando a tocar em várias rádios antes do lançamento. Além das músicas "Combate" e "Um Cara de Sorte", a banda também disponibilizou gratuitamente as músicas "Sua Alma Vai Vagar Por Aí!", "Conversando com o Espelho" e "Sabemos Fingir", formando o primeiro EP da banda, EP Detonautas Roque Clube, lançado em novembro de 2011.
No dia 2 de outubro de 2011, se apresentaram no Palco Mundo do Rock in Rio IV. O show foi marcado por sucessos de toda a carreira do grupo e surpresas como as canções inéditas "Combate" e "Um Cara de Sorte", e no ano seguinte lançaram o CD e DVD Detonautas Ao Vivo no Rock In Rio.
O ano de 2011 marcou um dos momentos mais importantes na carreira da banda. Além de ter sido a primeira banda totalmente independente a subir no Palco Mundo do Rock in Rio e ter feito o melhor show nacional da edição, como resultado das enquetes, a banda ainda deixou sua marca na RockWalk Brasil, “a Calçada da Fama do Rock Brasileiro”, ao lado de bandas como Sepultura, Dr. Sin, Os Mutantes e Casa das Máquinas.

### 2013:Rock in Rio Ve saída de Tchello
No dia 26 de março de 2013, a produção do Rock In Rio confirmou o show do Detonautas Roque Clube no Palco Sunset do Rock in Rio V. Dessa vez, a banda levou Zélia Duncan e Zeca Baleiro para fazer um show em tributo a Raul Seixas, contando também com orquestra e de músicos que tocaram com Raul, como Rick Ferreira, Arnaldo Brandão, e dois covers do cantor, Silvio Passos e Ayrton Ramos.
Para surpresa dos fãs, no dia 2 de dezembro de 2013, em sua página oficial do Facebook e no site da banda, a saída de Tchello foi anunciada. Trecho da mensagem:
"Através desse, estamos notificando oficialmente a saída do baixista Tchello do Detonautas Roque Clube. Após muitos anos de convivência e trabalho juntos, entendemos que, por divergências artísticas, vamos seguir nossos caminhos separadamente. Foi muito importante essa união enquanto durou e agradecemos a parceria".

### 2014–16:A Saga Continua
No dia 13 de maio de 2014, o Detonautas Roque Clube lançou seu quinto álbum de estúdio, denominado A Saga Continua. Dessa vez, além de ser um disco duplo e de contar oficialmente com André Macca Agrizzi no baixo, foi também o primeiro lançamento pelo selo musical da banda, o Insone Discos. Gravado no estúdio de Fábio Brasil, baterista do grupo, ele traz 16 faixas autorais e 2 versões: "Sempre Brilhará" (de Celso Blues Boy) e "Hello Hello" (de Claudio Paradise). Vale lembrar que André Macca Agrizzi era até então roadie da banda (2006-2013) e que passou por bandas como Biquini Cavadão, Uns e Outros e US.4.
A Saga Continua se debate entre a crítica social, o romantismo e a rebeldia adolescente. É um disco que acabou com um jejum de 6 anos sem lançar disco de inéditas, ao mesmo tempo em que mostrou amadurecimento e organização nessa nova fase totalmente independente.
O disco rendeu mais de 200 shows em quase 3 anos.

### 2017–2019:VIeRock In Rio VIII
Em 27 de outubro de 2017, o Detonautas Roque Clube liberou em suas plataformas de streaming o seu mais novo disco, VI, um disco calmo e repleto de reflexões. Somente no Spotify, o álbum VI conquistou mais de 15 milhões de streams, onde o Detonautas Roque Clube possui mais de 600 mil seguidores e 1 milhão de ouvintes/mês, bem como contabilizam mais de 10 milhões de seguidores nas redes sociais da banda.
Nesse disco, a banda concentrou os arranjos e letras em tom afetivo, trazendo como singles "Nossos Segredos", "Dias Assim" (Tico Santa Cruz/Leoni) e "Por Onde Você Anda?." Outras versões foram liberadas depois do lançamento do disco, como "Você Vai Lembrar de Mim" (part. Alcione) e "Por Onde Você Anda?" (part. Lucas Lucco) e os singles inéditos "O Que Será de Nós" e "Ilumina o Mundo" (Detonautas Roque Clube/Pelé MilFlows), essa última em temática à prevenção ao suicídio em conjunto com o CVV.
No dia 1 de abril de 2019, a produção do Rock In Rio confirmou o show do Detonautas Roque Clube no cultuado Palco Sunset. Dessa vez, a banda convidou o Pavilhão 9 para uma apresentação inédita e marcante. O show, que aconteceu no dia 28 de setembro e ganhou repercussão em todos os grandes veículos jornalísticos, teve protesto contra a intolerância e apelo pela valorização da saúde mental. Com um repertório nostálgico, o show foi indicado como o melhor da noite através da enquete do G1. No contexto geral do evento, o show foi considerado o sétimo melhor da edição VIII.
Depois de uma década totalmente independente nas suas atividades, o Detonautas Roque Clube, no dia 30 de setembro de 2019, assinou contrato novamente com a gravadora Sony Music para o lançamento de 2 discos, sendo um deles comemorativo e bastante esperado pelos fãs.

### 2020–21: Pandemia da COVID-19 e saída de DJ Cléston
Em 17 de janeiro de 2020, a banda inicia o ano com o Single: "O Que Tiver de Ser" em parceria com o rapper carioca Mozart Mz e o selo musical ASIGLA. Em 22 de maio de 2020, a banda apresenta em todas as plataformas de streamings a canção "Fica Bem", onde lista aflições e desejos do isolamento social devido a pandemia do novo coronavírus, o COVID-19.
Em 14 de agosto de 2020, a banda carioca divulgou nas plataformas digitais o segundo Single produzido na quarentena. A canção acelerada e eletrônica: “Carta ao Futuro”, uma espécie de manifesto do grupo em favor da democracia. O novo Single conta com a participação de Marcelo Sussekind na guitarra, ele que também é o responsável pela mixagem. “Carta ao Futuro” aborda, criticamente, diversas questões sociais que têm sido enfrentadas pelos brasileiros neste momento de crise política e de saúde. A canção também ganhou um videoclipe animado, assinado pela Seven Digital Content.
Em 4 de setembro de 2020, o Detonautas Roque Clube lança a canção de protesto "Micheque", uma música com uma clara referência ao momento atual da política brasileira. Sátira mais que explícita ao episódio envolvendo a primeira-dama presidencial e os R$ 89 mil depositados em sua conta bancária. A canção entra para a lista Top 50 mais virais do Spotify ficando na 5ª posição e vira caso de polícia.
Em 1 de outubro de 2020, através do canal oficial do Detonautas Roque Clube no Facebook é anunciado o desligamento do DJ Cléston. A banda afirmou que o músico está se desligando “por conta de um novo estilo de vida ligado às suas questões espirituais” que seria incompatível “com a rotina de uma banda de Rock”. A banda ainda esclarece que não houve desentendimento e nem questões relacionadas a posições políticas. Ao final, eles explicam que o Detonautas Roque Clube não colocará ninguém no posto do DJ Cleston. Em 9 de outubro o Detonautas Roque Clube lançou, nas plataformas digitais, "Mala Cheia" (Tico Santa Cruz / DRC), música inédita que chega ao streaming pela Sony Music, quando a banda conquista o 4º lugar no Top 50 viral do Spotify. Single e videoclipe rechaça falsos cristãos e exalta o que, para os integrantes, é a verdadeira palavra de Jesus Cristo.
Em 6 de novembro a banda debocha de fake news bolsonaristas em nova música didática, dessa vez "Kit Gay" é o nome da canção. Temas como terraplanismo e o movimento anti-vacina também foram satirizados na faixa. "Kit Gay é uma música que faz uma sátira com as fake news espalhadas nos últimos anos e ao longo das eleições. Lembra da "Mamadeira de Piroca", "Terra Plana", "Lei Rouanet", "Anti-Vacina", e a capacidade insistente do Presidente da República de mentir sistematicamente. Um Rock divertido e ao mesmo tempo crítico", reflete Tico Santa Cruz.
Em 11 de dezembro de 2020 a banda lança o quinto single com a temática política "Político de Estimação" com o objetivo de mostrar através de uma viagem pela pirâmide social as desigualdades, as ilusões e as percepções do brasileiro em relação a sua consciência de classe. Também procura mostrar que não somos capazes de identificar claramente quem comanda nossos destinos, por aqueles que estão no último andar da pirâmide, onde estão os verdadeiros “donos” do País. Por sua vez, também há uma questão fundamental a ser levada para reflexão geral: qual o papel do político na vida do Brasileiro?
Em 26 de março de 2021 a banda relança uma versão da música "Lavagem Cerebral" do Gabriel O Pensador. Dessa vez com o nome de "Racismo é Burrice" a canção reflete sobre preconceito racial no Brasil. “Racismo é Burrice” é o primeiro single e videoclipe de 2021 do Detonautas Roque Clube. Originalmente lançada em 2003 pelo rapper carioca Gabriel, o Pensador, a música aborda questões políticas e sociais.
Em 21 de maio de 2021 a banda lança "Roqueiro Reaça" música de protesto contra roqueiros conservadores liberada nas plataformas de streaming dia 04 de junho de 2021. Tico Santa Cruz explicou que espera dos artistas um posicionamento transgressor:
"Essas músicas são crônicas do período que estamos vivendo. São olhares a respeito do negacionismo e da forma como esse governo vem tratando a pandemia. ‘Roqueiro Reaça’, especificamente fala dessa ‘espécie’ do rock nacional que engajou com uma parcela da população que tá completamente alienada da realidade e que vem fazendo discursos pitorescos, como associar o vírus ao comunismo. Nós entendemos que não precisa necessariamente ser de esquerda pra ser roqueiro, mas o rock é um estilo transgressor, e por isso não combina com autoritarismo e fundamentalismo. Alguns roqueiros no Brasil adotaram esse discurso, e tem vários que vão vestir a carapuça".

### 2021:Álbum Laranja
Em 23 de julho de 2021 a banda disponibiliza em suas plataformas digitais o sétimo disco de estúdio "Álbum Laranja".
Com muita crítica social ao momento vivido atualmente no Brasil, o quinteto aborda a política nacional ao longo das 11 faixas em seu novo álbum. Boa parte destas canções já havia sido liberada ao público como singles: “Micheque”, “Kit Gay”, “Roqueiro Reaça”, “Mala Cheia”, “Político de Estimação”, “Carta ao Futuro”, “Racismo é Burrice” e “Fica Bem”. O projeto conta com as participações especiais dos rappers Gigante No Mic e Gabriel O Pensador.O ‘Álbum Laranja’procura mostrar o turbilhão ao qual o povo brasileiro está sendo submetido há algum tempo com contundência, humor e uma pitada de otimismo. Tudo isso ao som do rock vigoroso dos Detonautas“, avisa a banda.
Segundo Tico, o disco servirá como um documento da atual situação do nosso país.

"“É um documento histórico. No futuro, quando forem revisionar o que aconteceu nesta fase do Brasil, acho que os professores de história terão muita dificuldade de explicar, porque os roteiristas que estão fazendo o roteiro estão muito imprevisíveis, é muito louco tudo que está acontecendo. Então, a gente está documentando em música, pra que as pessoas possam no futuro, lá em 2035, 2050, entender. Quando elas falarem ‘o que tava acontecendo no Brasil musicalmente?’, alguém vai responder ‘no rock, tem esse disco do Detonautas que fala passo a passo do que aconteceu em 2020 até julho de 2021’,”
O “Álbum Laranja” ajudou o Detonautas a superar 600 mil inscritos em seu canal no YouTube e, com a ajuda dos lançamentos de 2020, estreou já com 3,5 milhões de streams no Spotify. “O Detonautas sairá dessa pandemia muito maior que entrou!!! São 600 mil inscritos no YouTube e agora são 800 mil seguidores no Spotify Brasil”, celebrou Tico no Instagram.
Em 7 de setembro de 2021 o Detonautas solta vídeo reflexivo da versão acústica de “Carta ao Futuro”, no clipe o vocalista Tico Santa Cruz usa uma jaqueta customizada com uma foto do escritor português José Saramago. Afim de evitar problemas jurídicos o cantor entrou em contato com a fundação José Saramago. A instituição não só aprovou como vai reproduzi-lo no instagram e enviá-lo para a viúva do autor, Pilar.
Em 28 de outubro de 2021 o Festival Lollapalooza anuncia o line-up da edição de 2022. Entre as atrações internacionais estão Miley Cyrus, Martin Garrix, Doja Cat, A$AP Rocky e as bandas Foo Fighters e The Strokes. Emicida, Gloria Groove, Pabllo Vittar, Djonga, Fresno e Detonautas são alguns dos representantes nacionais. Também foi a partir deste álbum que a banda decidiu abreviar seu nome, passando a se chamar apenas Detonautas.

### 2022:Esperançae Lollapalooza Brasil
Em 04 de fevereiro de 2022 a banda disponibiliza em suas plataformas digitais o oitavo disco de estúdio Esperança.
Composto por oito faixas, o oitavo disco na carreira do grupo traz a participação de Frejat na música “Medo”, feita a partir de um poema de Bráulio Bessa, e conta com uma regravação de “Amanhã é 23”, canção do Kid Abelha que apareceu no álbum Tomate (1987). Vale destacar que Além do Kid Abelha, nunca nenhuma banda ou artista havia regravado Amanhã é 23 até então porque a letra da canção é confessional e relata impressões pessoais de Paula Toller com a passagem do tempo. O título Amanhã é 23 inclusive alude à data de nascimento da artista, que veio ao mundo em 23 de agosto de 1962.
"Este disco foi composto em 2020, entre março e agosto, então todas essas músicas foram feitas neste período que começou a pandemia, naquela reclusão do isolamento. Então usamos um processo completamente diferente dos discos anteriores. Foi com cada um na sua casa. Eu pegava o violão, colocava o andamento da música, colocava o audiozinho e mandava. Aí cada um pegava na sua casa e fazia a sua parte no seu home studio. Foi muito louco, porque não havia olho no olho, como fazemos no estúdio", explicou o vocalista Tico Santta Cruz, em live com os fãs da banda.
A produção do disco é assinada por Marcelo Sussekind e a mixagem e masterização por conta de Arthur Luna.
Em 25 de março de 2022 o Detonautas abriu o primeiro dia do palco principal do Festival americano Lollapalooza com alguns de seus principais hits, a banda fez um show repleto de mensagens sociais e músicas politizadas, como nas faixas Carta ao Futuro, que fala sobre fake news, e Racismo é Burrice, que ataca o presidente Jair Bolsonaro ao tratar de preconceito racial. Tamanho ativismo se refletiu no público: gritos de "Ei Bolsonaro, vai tomar..." e “Fora Bolsonaro” tomaram a plateia. Enquanto isso, no palco, Tico Santa Cruz gritava: “Sobrevivemos”.
Crítico declarado de Bolsonaro, o vocalista Tico Santa Cruz discursou sobre a pandemia do coronavírus, política e sobre saúde mental, com o número 188, do CVV (Centro de Valorização da Vida) estampado no telão.

### 2023:Detonautas 20 Anos – AcústicoeThe Town Festival
Em comemoração aos 20 anos de sucesso, o Detonautas apresenta o projeto "Detonautas 20 Anos - Acústico". O concerto foi gravado nos dias 10 e 11 de fevereiro de 2023 no Teatro Riachuelo, antigo Cine Palácio, no centro do Rio de Janeiro. Uma das novidades do álbum é a inédita ‘Aposta’, que faz uma reflexão sobre as escolhas da vida, que podem levar a caminhos de autodestruição, mas também à contramão desse mesmo fluxo.
O registro contou com as participações especiais de Badauí (CPM22), Lucas Silveira (Fresno), Di Ferreiro (Nx Zero) e Afroreggae. A produção foi comandada por Marcelo Sussekind e a direção, por Julio Loureiro.
A marca de 20 anos é celebrada de acordo com o lançamento do primeiro álbum nacional do Detonautas, pela WEA, que estreou em 30 de setembro de 2002. De lá pra cá, a banda acumulou sucessos, hits, shows pelo mundo inteiro. Passou por grandes festivais nacionais e internacionais, como Rock in Rio e Lollapalooza.
A banda foi anunciada como uma das principais atrações do Palco The One na primeira edição do The Town.
No dia 09 de setembro o Detonautas estréia no palco do The Town e é aclamado pelo público como o melhor show nacional. O Detonautas mostrou que aquele era um show especial e recebeu no palco Vitor Kley, que chegou cantando “Morena” e dividiu os vocais com Santta Cruz no hit “O Sol” e em “O Retorno de Saturno”. E as apresentações especiais não pararam por aí, outro momento foi quando Lucas Fontenelle, filho de Tico Santa Cruz, subiu ao palco para apresentar a música “O amanhã”.
Antes de iniciar “Você me Faz tão bem”, Tico fez um discurso pedindo mais amor. “Em tempos de ódio, o amor é o único caminho possível para que a gente possa construir pontes e diálogos, Ninguém é inimigo de ninguém por pensar diferente em uma democracia”, reforçou ele no palco, ao mesmo tempo que pedia para as pessoas da plateia se olharem para se abraçar.
O encerramento foi explosivo com o maior hit da banda, “Outro Lugar”. Kley voltou para o palco, fechando o show com abertura de roda e muito pulo como um grande show de rock.
A união no palco foi tão grande, que o grupo e o artista decidiram gravar uma música juntos, a nova versão de “Só nós 2”, que foi adicionada e encerra o projeto “20 anos acústico”.
“’Só nós 2" é uma canção que se tornou um hit no primeiro acústico do grupo de 2009. Após nossa pareceria com o Vitor Kley no The Town, a gente ficou entusiasmado de levar adiante essa sinergia e o Vitor, que gosta muito do Detonautas, sugeriu fazer essa versão para o novo acústico. Perguntei se ele topava tocar piano, já que tinha visto ele tocando nas redes sociais, mas nunca numa performance profissional, e ao aceitar, fizemos um registro lindo ao lado do Detonautas no Estúdio Toca do Bandido - do querido Tom Capone, com produção do Felipe Rodart, para marcar esse capítulo dos nossos 20 anos e engrandecer ainda mais o projeto”, explica Tico Santta Cruz.

## Integrantes

### Formação atual
- Tico Santa Cruz: vocais (1997–presente)
- Renato Rocha: guitarra e vocais de apoio (1997–presente)
- Phil Machado: guitarra e vocais de apoio (2009–presente)
- André "Macca" Agrizzi: baixo (2013–presente)
- Fábio Brasil: bateria (2000–presente)

### Ex-integrantes
- Rodrigo Netto: guitarra e vocais de apoio (1999–2006; até a sua morte)
- Tchello: baixo (1997–2013)
- DJ Cléston: DJ e percussão (2001–2020)[252]

## Discografia
- Detonautas Roque Clube (2002)
- Roque Marciano (2004)
- Psicodeliamorsexo&distorção (2006)
- O Retorno de Saturno (2008)
- A Saga Continua (2014)
- VI (2017)
- Álbum Laranja (2021)
- Esperança (2022)

## Premiações[253]
Meus Prêmios Nick
- 2003 - Vencedor na categoria Revelação Musical
- 2003 - Vencedor na categoria Música do Ano - "Quando o Sol se For"

MTV Video Music Brasil
- 2003 - Vencedor na categoria Banda Revelação
- 2004 - Vencedor na categoria Melhor Website

Laboratório Pop
- 2006 - Vencedor na categoria Melhor Disco Nacional por Psicodeliamorsexo&distorção
- 2006 - Vencedor na categoria Nome do Ano - Tico Santa Cruz

Prêmio Jovem Brasileiro
- 2006 - Vencedor na categoria Melhor Grupo Musical
- 2008 - Vencedor na categoria Melhor Grupo Musical

Prêmio Tudo de Bom! - Jornal "O Dia"
- 2007 - Vencedor na categoria Personalidade do Ano - Tico Santa Cruz

Amazon Music
- 2020 - Vencedor na categoria Melhor Banda de Rock Nacional

## Momentos marcantes
- Os Detonautas são muito conhecidos pelos telespectadores do MTV Rockgol, o campeonato de músicos. Foram considerados bons jogadores com um 3º lugar em 2003 (no qual Tico foi artilheiro). Os apresentadores Paulo Bonfá e Marco Bianchi apelidaram quase todos os jogadores como Koala (Tico), Motoserra (Tchello), Crina (Renato Rocha), Brasil-sil-sil (Fábio Brasil), O Neto do Rodrigo (Rodrigo Netto), além do famoso DJ "Clééééston", veterano considerado pela dupla o maior craque do campeonato.
- As canções "Quando o Sol Se For", "Verdades do Mundo", "O Amanhã", "Só Por Hoje" e "Dia Comum" fizeram parte da trilha sonora da novela Malhação.
- Chad Smith, baterista do Red Hot Chili Peppers, fez uma participação especial tocando percussão na abertura do show dos Detonautas no Pacaembu, em 2002.
- Durante a turnê dos Detonautas em 2002, Tchello acabou fraturando o braço, e foi substituído por Canisso, baixista do Raimundos.
- Os Detonautas aparecem tocando a música "Ei Peraê!!!" no filme Um Show de Verão, lançado em 2004.
- Em 2004, a banda participou da série Família MTV Detonautas. A intimidade dos integrantes foi ao ar em seis episódios de 30 minutos.
- O clipe da canção "O Dia Que Não Terminou", que mostra cenas reais de acidentes de trânsito e imagens de pessoas sendo atendidas por paramédicos, fez com que a banda fosse acusada por parte da mídia de sensacionalismo.
- Em 2004, os Detonautas fizeram uma participação no desenho Megaliga MTV de VJs Paladinos.
- No ano de 2006, os Detonautas lançaram o livro Mais Além, que traz textos dos blogues de todos os integrantes da banda, letras de músicas e curiosidades sobre o tempo na estrada.
- No ano de 2010, o Detonautas, como banda de apoio, começou a gravar o que seria o último disco do cantor Celso Blues Boy, disco lançado em 2012, titulado como Por Um Monte de Cerveja.[254][255]
- A confirmação dos Detonautas no Rock in Rio de 2011 fez com que eles fossem a primeira banda do cenário musical independente a tocar no palco principal do festival em toda a história do evento.
- Em 20 de agosto de 2021, o cantor Marcus Menna, lança o single 'Duelo final', em parceria com os Detonautas.[256][257][258][259][260][261][262]
- A música "Quando o Sol se For" faz parte da trilha sonora do filme A Menina Que Matou Os Pais[263]